# Nicholas Pelham
Nicholas Pelham (1650? - 8 novembre 1739) est un homme politique britannique.

## Biographie
Troisième fils de Thomas Pelham (2e baronnet) (mais le premier de Margaret, la troisième épouse de Thomas), il fait ses études à Christ Church, Oxford.
Il est fait chevalier le 20 avril 1661 et sert dans plusieurs parlements post-restauration pour Seaford et Sussex, puis à Lewes de 1702 à 1705. Il épouse Jane Huxley, fille de James Huxley de Dornford, dont il a deux fils et une fille:
- Thomas Pelham (1678-1759)
- James Pelham (c.1683–1761)
- Margaret Pelham, mariée à William Ashburnham (2e baronnet)

En 1726, son petit-neveu, le duc de Newcastle, le faire élire au Parlement à Lewes, à l'élection partielle qui suit après la mort d'un autre des petits-neveux de Nicholas, Henry Pelham. Le frère de Henry, Thomas Pelham a refusé de siéger jusqu'à son retour de Constantinople. Cependant, Thomas est de nouveau en Angleterre lors des élections générales en 1727, et Nicholas s’écarte en sa faveur. Il est décédé à un âge avancé en 1739.